# Saint Michaels Township
Saint Michaels Township is een gehucht in Madison County (Missouri) in de Verenigde Staten.

## Naam
De naam van het gehucht komt van het dorp Saint Michel, een oude nederzetting waar momenteel Fredericktown gelegen is.

## Geschiedenis
Saint Michaels Township is een van drie originele gehuchten die in 1818 ontstonden in Madison County. Het bevindt zich in het westelijke gedeelte. Het werd genoemd naar de oudste nederzetting in Madison County, St Michel (ontstaan in 1802), het huidige Fredericktown. Saint Michaels Township bleef bewaard wanneer de county werd gereorganiseerd in 1845. Desondanks werden de grenzen opnieuw verlegd, in 1846 en in 1857, toen een ander gehucht, Polk, werd toegevoegd aan de county, en in 1909 toen het gehucht Mine La Motte ontstond. Saint Michaels Township heeft drie gemeenschappen: Cobalt, Frederickstown en Junction.

## Demografie
In de volkstelling van 2000 verbleven er 6 671 inwoners, 31 gezinnen en 23 families in het gehucht. De bevolkingsdichtheid was 225,7 inwoners per vierkante kilometer. Er waren 41 woningen met een gemiddelde dichtheid van 121,8 per vierkante kilometer. 97,9% van de inwoners zijn blank, 0,4% Aziatisch, 0,1% zwart, 0,2% indiaan, 0,01% vanuit de eilanden in de Stille Oceaan, 0,1% van een ander ras en 0,7% van twee of meerdere rassen. Er waren 2740 gezinnen waaronder 45,2% kinderen met inwonende kinderen onder de 18 jaar. 41,4% was getrouwd en woonde samen.